# Allen-M.-Sumner-Klasse
Die Allen-M.-Sumner-Klasse war eine Gruppe von 58 Zerstörern, die während des Zweiten Weltkriegs in den USA gebaut wurden. Sie ersetzte die Fletcher-Klasse. Eine leicht modifizierte Version der Sumner-Klasse wurde zur Gearing-Klasse, die in größerer Stückzahl produziert wurden.
Von den zwischen 1943 und 1945 gebauten Schiffen wurden vier im Krieg versenkt und zwei weitere wurden aufgrund schwerer Beschädigungen verschrottet. Die verbleibenden Schiffe dienten bis in die 1970er-Jahre in der United States Navy. Daraufhin wurden 29 an andere Länder verkauft, worin sie noch viele Jahre Nutzen fanden. Heute existieren noch zwei Schiffe als Museumsschiffe.
Namensgeber war der USMC-Offizier Allen Melancthon Sumner (1882–1918). Das Typschiff (die Allen M. Sumner) hatte das Kennzeichen DD-692.

## Beschreibung
Die 58 neuen Zerstörer wiesen im Gegensatz zu den Schiffen der vorherigen Klasse mehr Beweglichkeit und ein moderneres Feuerleitsystem auf. Sie behielten den starken Fokus auf Torpedos. Ursprünglich wurde die Flak-Bewaffnung verringert, doch als Reaktion auf die Bedrohung durch Kamikaze baute man wieder wirksamere Flugabwehr ein. Allen-M.-Sumner-Schiffe waren ein wenig teurer (Stückpreis 8 Millionen USD) als die der älteren Fletcher-Klasse, aber erheblich kampfstärker.
Achtzehn Schiffe wurden von der Federal Shipbuilding and Drydock Company in Kearney, New Jersey gebaut, vierzehn von den Bath Iron Works in Bath, Maine. Die verbleibenden Schiffe wurden in Werften im gesamten Land fertiggestellt.
Als erstes Schiff wurde die Barton in Dienst gestellt. Das letzte war die Henley.
Einige Berühmtheit erlangte die Maddox, die an dem Tonkin-Zwischenfall (dem Auslöser für den US-Eintritt in den Vietnamkrieg) beteiligt war.